# Pawukon-Kalender
Der Pawukon-Kalender oder Wuku-Kalender ist ein rein numerischer Kalender. Er ist in Indonesien, vor allem auf Java und Bali verbreitet. Er umfasst einen Zyklus von 210 Tagen.
Die Jahreslänge entspricht somit einerseits zahlenmystischen Überzeugungen, indem sie das Produkt der einstelligen Primzahlen darstellt, andererseits ausreichend gut der Zykluslänge des traditionellen Reisanbaus.

## Geschichte
Die Entstehung des javanischen Zyklus von 210 Tagen reicht in die Zeit der javanischen Urreligion zurück. Die Kombination der fünftägigen Marktwoche mit der siebentägigen Woche aus Indien scheint ins 8. oder 9. Jahrhundert n. Chr. zu reichen. Als die hinduistische Oberschicht Javas durch den Islam verdrängt wurde, siedelte sie 1478 nach Bali. Mit ihrer Kultur brachte sie auch ihre Zeitrechnung mit: Die wuku-Periode von 210 Tagen, die noch heute den Zeitablauf auf Bali bestimmt.

## Das Wuku-Jahr
Ein Wuku-Jahr umfasst 210 Tage. Es besteht aus der Abfolge von zehn nebeneinander herlaufenden Zyklen unterschiedlicher der Längen 1 bis 10 Tage. Die einzelnen Jahre werden weder gezählt noch benannt. Jahresanfang ist immer ein Sonntag. Die nächsten Jahre beginnen an folgenden gregorianischen Daten:
- 21. Mai 2023
- 17. Dezember 2023
- 14. Juli 2024
- 9. Februar 2025
- 7. September 2025
- 5. April 2026
- 1. November 2026
- 30. Mai 2027
- 26. Dezember 2027

## Die Zyklen
Die zehn Zyklen bestehen aus 1 bis 10 Tagen.
Die Tage der einzelnen Zyklen haben folgende Namen:
| 1 | Luang |

| 1 | Menga |
| 2 | Pepet |

| 1 | Pasah    |
| 2 | G. Tegeh |
| 3 | Kajeng   |

| 1 | Sri    |
| 2 | Laba   |
| 3 | Jaya   |
| 4 | Menala |

|   |        | Ritualzahl |
| - | ------ | ---------- |
| 1 | Umanis | 5          |
| 2 | Paing  | 9          |
| 3 | Pon    | 7          |
| 4 | Wage   | 4          |
| 5 | Kliwon | 8          |

| 1 | Tungleh |
| 2 | Aryang  |
| 3 | Urukung |
| 4 | Paniron |
| 5 | Was     |
| 6 | Maulu   |

|   |           | Ritualzahl |
| - | --------- | ---------- |
| 1 | Redite    | 5          |
| 2 | Coma      | 4          |
| 3 | Anggara   | 3          |
| 4 | Buda      | 7          |
| 5 | Wraspati  | 8          |
| 6 | Sukra     | 6          |
| 7 | Saniscara | 9          |

| 1 | Sri    |
| 2 | Indra  |
| 3 | Guru   |
| 4 | Yama   |
| 5 | Ludra  |
| 6 | Brahma |
| 7 | Kala   |
| 8 | Uma    |

| 1 | Dangu   |
| 2 | Jangur  |
| 3 | Gigis   |
| 4 | Nohan   |
| 5 | Ogan    |
| 6 | Erangan |
| 7 | Urungan |
| 8 | Tulus   |
| 9 | Dadi    |

| 1  | Pandita |
| 2  | Pati    |
| 3  | Suka    |
| 4  | Duka    |
| 5  | Sri     |
| 6  | Manuh   |
| 7  | Manusa  |
| 8  | Raja    |
| 9  | Dewa    |
| 10 | Raksasa |

Die Kombination der Fünftagegruppe und der Siebentagegruppe bilden einen Zyklus von 35 Tagen, der gelegentlich auch als Monat gedeutet wird.

## Die Tage

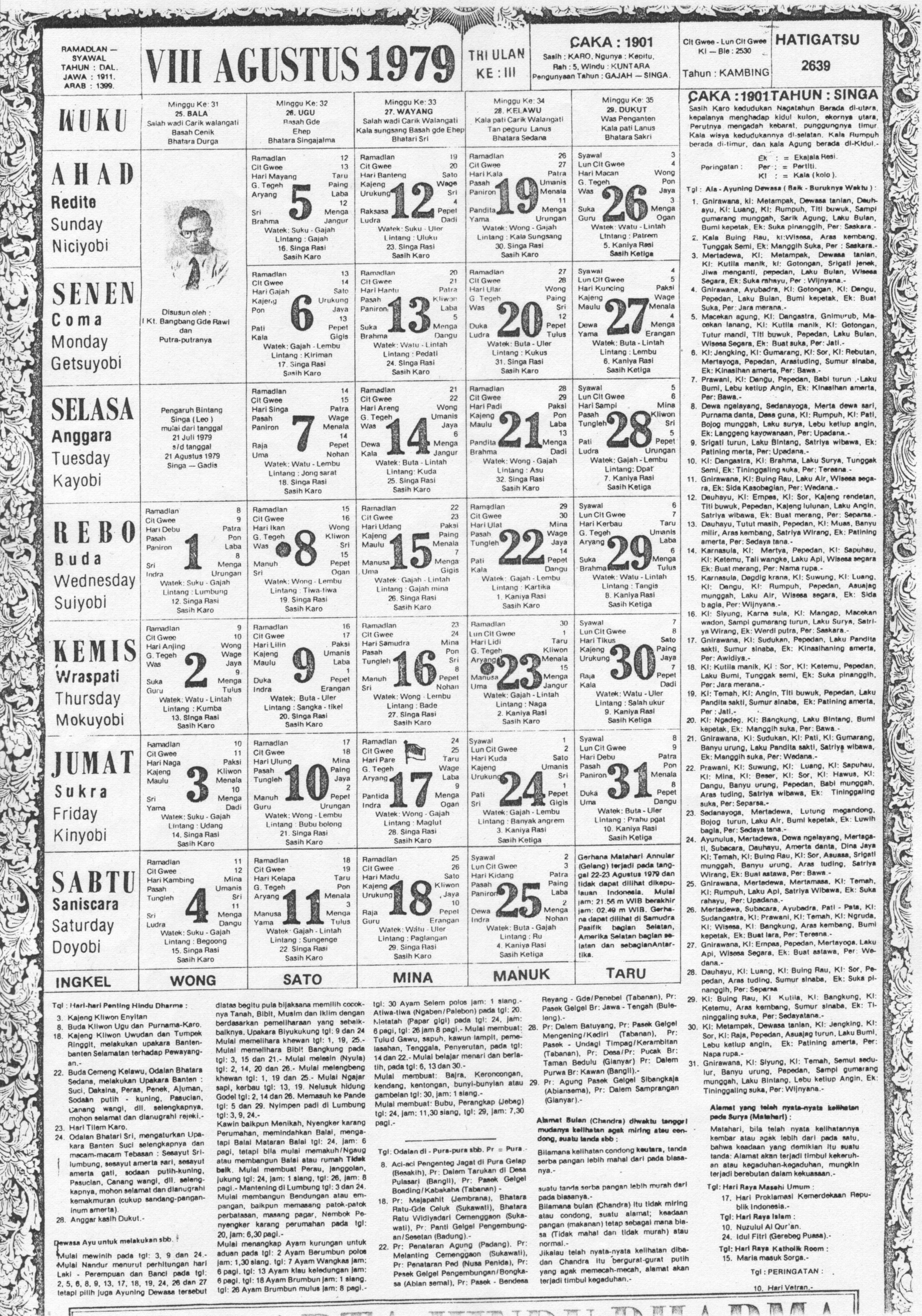
Indonesisches Kalenderblatt August 1979

Jeder Tag wird durch eine (eindeutige) Kombination der Namen der zehn Zyklusgruppen bezeichnet. Dabei laufen die Tage der Drei-, Fünf-, Sechs- und Siebentagegruppe in regelmäßiger Folge nebeneinanderher.
Die Tage der Ein-, Zwei- und Zehntagegruppe werden durch die Ritualzahl der Fünf- und Siebentagegruppe auf folgende Weise bestimmt. Die beiden Ritualzahlen werden addiert und um 1 erhöht, und diese Summe wird durch 10 geteilt; der Rest bestimmt den Tag: Ist der Rest eine gerade Zahl, so ist der Tag Luang (Tag der Eintagegruppe) und Pepet (zweiter Tag der Zweitagegruppe); der Rest selbst bestimmt den Tag der Zehntagegruppe, wobei statt des Restes 0 der Wert 10 zu nehmen ist. Für die Tage der Zehntagegruppe ergibt sich daraus eine ungleichmäßige Verteilung mit ungleicher Häufigkeit; manche Tage kommen in den 35 Tagen nur zweimal vor, andere bis zu fünfmal.
Da die Vier-, Acht- und Neuntagegruppe nicht vollständig in einem wuku aufgehen, wird die Abfolge durch zwei bzw. drei „Wiederholungstage“ unterbrochen. Diese Wiederholungstage werden als Jaya und Kala zu Beginn der 11. Woche bzw. von Dangu zu Beginn der 1. Woche eingefügt. Die ersten zehn Tage haben also folgende Namen:
| 1  | Menga Pasah Sri Paing Tungleh Redite Sri Dangu Sri            |
| 2  | Luang Pepet Beteng Laba Pon Aryang Coma Indra Dangu Pati      |
| 3  | Luang Pepet Kajeng Jaya Wage Urukung Anggara Guru Dangu Raja  |
| 4  | Luang Pepet Pasah Menala Kliwon Paniron Buda Yama Dangu Manuh |
| 5  | Luang Pepet Beteng Sri Umanis Was Wraspati Ludra Jangur Duka  |
| 6  | Luang Pepet Kajeng Laba Paing Maulu Sukra Brahma Gigis Manuh  |
| 7  | Menga Pasah Jaya Pon Tungleh Saniscara Kala Nohan Manusa      |
| 8  | Luang Pepet Beteng Menala Wage Aryang Redite Uma Ogan Raksasa |
| 9  | Menga Kajeng Sri Kliwon Urukung Coma Sri Erangan Suka         |
| 10 | Menga Pasah Laba Umanis Paniron Anggara Indra Urungan Dewa    |

Eine vollständige Liste der Kombinationen für alle 210 Tage eines Zyklus gibt es in der englischsprachigen Wikipedia.

## Die Woche
Die 30 Zyklen der Siebentagegruppe, die unserer Woche entsprechen, haben jeweils einen eigenen Namen:
| Woche | Name         |
| ----- | ------------ |
| 1     | Sinta        |
| 2     | Landep       |
| 3     | Ukir         |
| 4     | Kulantir     |
| 5     | Taulu        |
| 6     | Gumbreg      |
| 7     | Wariga       |
| 8     | Warigadian   |
| 9     | Julungwangi  |
| 10    | Sungsang     |
| 11    | Dunggulan    |
| 12    | Kuningan     |
| 13    | Langkir      |
| 14    | Medangsia    |
| 15    | Pujut        |
| 16    | Pahang       |
| 17    | Krulut       |
| 18    | Merakih      |
| 19    | Tambir       |
| 20    | Medangkungan |
| 21    | Matal        |
| 22    | Uye          |
| 23    | Menail       |
| 24    | Perangbakat  |
| 25    | Bala         |
| 26    | Ugu          |
| 27    | Wayang       |
| 28    | Kelawu       |
| 29    | Dukut        |
| 30    | Watugunung   |

Der Tika
Die traditionelle Darstellung des Pawukon ist ein Tika. Er besteht aus 30 Spalten mit je sieben Zeilen, auf denen die verschiedenen Zyklen durch geometrische Symbole dargestellt sind und regelmäßige Muster ergeben. Er war meist in Holz geschnitzt oder auf Stoff gemalt. Heute werden keine Tikas mehr hergestellt, und nur wenige Menschen verstehen die Struktur des Tikas.
Ein moderner indonesischer Kalender enthält nicht nur die Daten des Pawukon-Kalenders, sondern auch die Daten des gregorianischen, javanischen, islamischen und chinesischen Kalenders. Die Tagesnamen des Pawukon-Kalenders sind im Uhrzeigersinn um den gregorianischen Tag in dieser Reihenfolge angeordnet: Tag der Fünf-, der Vier-, der Zwei-, der Neun-, der Acht-, der Zehn, der Sechs und der Dreitagegruppe.

## Festtage
Die wichtigsten Feste werden von der Drei-, Fünf- und Siebentagegruppe bestimmt, so dass viele Festtage alle 15 bzw. 35 Tage wiederkehren.
Kajeng Kliwon fällt auf den Tag, an dem der letzte Tag der Dreitagegruppe (Kajeng) und der letzte Tag der Fünftagegruppe (Kliwon) zusammenfallen und kehrt daher alle 15 Tage wieder.

Da der Kalender mit dem zweiten Tag der Fünftagegruppe beginnt, ist das jeweils der 9., 24., 39., 54., 69., 84., 99., 114., 129., 144., 159., 174., 189. und 204. Tag.
Buda Kliwon fällt auf den Tag, an dem der vierte Tag der Siebentagegruppe (Buda) und der letzte Tag der Fünftagegruppe (Kliwon) zusammenfallen und kehrt daher alle 35 Tage wieder.

Da der Kalender mit dem zweiten Tag der Fünftagegruppe beginnt, ist das jeweils der 4., 39., 74., 109., 144. und 179. Tag.
Anggara Kliwon (Anggar Kassih)  fällt auf den Tag, an dem der dritte Tag der Siebentagegruppe (Anggara) und der letzte Tag der Fünftagegruppe (Kliwon) zusammenfallen und kehrt daher alle 35 Tage wieder.

Da der Kalender mit dem zweiten Tag der Fünftagegruppe beginnt, ist das jeweils der 24., 59., 94., 129., 164. und 199. Tag.
Buda Wage (Buda Cemeng)  fällt auf den Tag, an dem der vierte Tag der Siebentagegruppe (Buda) und der vierte Tag der Fünftagegruppe (Wage) zusammenfallen und kehrt daher alle 35 Tage wieder.

Da der Kalender mit dem zweiten Tag der Fünftagegruppe beginnt, ist das jeweils der 18., 53., 88., 123., 158. und 193. Tag.
Tumpek fällt auf den Tag, an dem der letzte Tag der Siebentagegruppe (Saniscara) und der letzte Tag der Fünftagegruppe (Kliwon) zusammenfallen und kehrt daher alle 35 Tage wieder. Kuningan ist auch ein Tumpek.

Da der Kalender mit dem zweiten Tag der Fünftagegruppe beginnt, ist das jeweils der 14., 49., 84., 119., 154. und 189. Tag.
Pengembang fällt auf den Tag, an dem der erste Tag der Siebentagegruppe (Redite) und der letzte Tag der Fünftagegruppe (Kliwon) zusammenfallen und kehrt daher alle 35 Tage wieder.

Da der Kalender mit dem zweiten Tag der Fünftagegruppe beginnt, ist das jeweils der 29., 64., 99., 134., 169. und 204. Tag.
Galungan fällt in der 11. Woche (Dunggulan) auf den Tag, an dem letzten Tag der Fünftagegruppe (Kliwon) und der vierte Tag der Siebentagegruppe (Buda) zusammenfallen und kehrt daher alle 210 Tage wieder.

Das ist jeweils der 74. Tag.
Kuningan ist der zehnte Tag nach Galungan und fällt in der 12. Woche (Kuningan) auf den Tag, an dem der letzte Tag der Fünftagegruppe (Kliwon) und der letzte Tag der Siebentagegruppe (Saniscara) zusammenfallen und kehrt daher alle 210 Tage wieder.

Das ist jeweils der 84. Tag.
Saraswati (oder Watugunung) ist der letzte Tag des Kalenders und der Göttin Sarasvati gewidmet. An diesem Tage werden Bildung und als deren Ausdruck Bücher verehrt (nicht gelesen). Es finden in den (auch) Saraswati gewidmeten Tempeln (z. B. Pura Ulun Danu Batur) größere Zeremonien statt.
Pagerwesi fällt auf den 4. Tag des Kalenders und ist ein Tag der inneren Stärkung gegen Adharma. Der Name bedeutet eiserner Zaun.
Für die nächsten Wuku-"Jahre" fallen die Feste auf folgende gregorianische Daten:
| Kajeng Kliwon | 20.05.2019 04.06.2019 19.06.2019 04.07.2019 19.07.2019 03.08.2019 18.08.2019 02.09.2019 17.09.2019 02.10.2019 17.10.2019 01.11.2019 16.11.2019 01.12.2019 16.12.2019 31.12.2019 15.01.2020 30.01.2020 14.02.2020 29.02.2020 15.03.2020 30.03.2020 14.04.2020 29.04.2020 14.05.2020 29.05.2020 13.06.2020 28.06.2020 13.07.2020 28.07.2020 12.08.2020 27.08.2020 11.09.2020 26.09.2020 11.10.2020 26.10.2020 10.11.2020 25.11.2020 10.12.2020 25.12.2020 09.01.2021 24.01.2021 08.02.2021 23.02.2021 10.03.2021 25.03.2021 09.04.2021 24.04.2021 09.05.2021 24.05.2021 08.06.2021 23.06.2021 08.07.2021 23.07.2021 07.08.2021 22.08.2021 06.09.2021 21.09.2021 06.10.2021 21.10.2021 05.11.2021 20.11.2021 05.12.2021 20.12.2021 04.01.2022 19.01.2022 03.02.2022 18.02.2022 05.03.2022 20.03.2022 |
| Buda Kliwon   | 15.05.2019 19.06.2019 24.07.2019 28.08.2019 02.10.2019 06.11.2019 11.12.2019 15.01.2020 19.02.2020 25.03.2020 29.04.2020 03.06.2020 08.07.2020 12.08.2020 16.09.2020 21.10.2020 25.11.2020 30.12.2020 03.02.2021 10.03.2021 14.04.2021 19.05.2021 23.06.2021 28.07.2021 01.09.2021 06.10.2021 10.11.2021 15.12.2021 19.01.2022 23.02.2022 |
| Anggar Kassih | 04.06.2019 09.07.2019 13.08.2019 17.09.2019 22.10.2019 26.11.2019 31.12.2019 04.02.2020 10.03.2020 14.04.2020 19.05.2020 23.06.2020 28.07.2020 01.09.2020 06.10.2020 10.11.2020 15.12.2020 19.01.2021 23.02.2021 30.03.2021 04.05.2021 08.06.2021 13.07.2021 17.08.2021 21.09.2021 26.10.2021 30.11.2021 04.01.2022 08.02.2022 15.03.2022 |
| Buda Cemeng   | 29.05.2019 03.07.2019 07.08.2019 11.09.2019 16.10.2019 20.11.2019 25.12.2019 29.01.2020 04.03.2020 08.04.2020 13.05.2020 17.06.2020 22.07.2020 26.08.2020 30.09.2020 04.11.2020 09.12.2020 13.01.2021 17.02.2021 24.03.2021 28.04.2021 02.06.2021 07.07.2021 11.08.2021 15.09.2021 20.10.2021 24.11.2021 29.12.2021 02.02.2022 09.03.2022 |
| Tumpek        | 25.05.2019 29.06.2019 03.08.2019 07.09.2019 12.10.2019 16.11.2019 21.12.2019 25.01.2020 29.02.2020 04.04.2020 09.05.2020 13.06.2020 18.07.2020 22.08.2020 26.09.2020 31.10.2020 05.12.2020 09.01.2021 13.02.2021 20.03.2021 24.04.2021 29.05.2021 03.07.2021 07.08.2021 11.09.2021 16.10.2021 20.11.2021 25.12.2021 29.01.2022 05.03.2022 |
| Pengembang    | 09.06.2019 14.07.2019 18.08.2019 22.09.2019 27.10.2019 01.12.2019 05.01.2020 09.02.2020 15.03.2020 19.04.2020 24.05.2020 28.06.2020 02.08.2020 06.09.2020 11.10.2020 15.11.2020 20.12.2020 24.01.2021 28.02.2021 04.04.2021 09.05.2021 13.06.2021 18.07.2021 22.08.2021 26.09.2021 31.10.2021 05.12.2021 09.01.2022 13.02.2022 20.03.2022 |
| Galungan      | 24.07.2019 19.02.2020 16.09.2020 14.04.2021 10.11.2021 |
| Kuningan      | 03.08.2019 29.02.2020 26.09.2020 24.04.2021 20.11.2021 |